# زيبيلين-ستاكين
```
زيبيلين ستاكين
 هي 
شركة
 ألمانية متخصصة في بناء 
الطائرات
، ويقع مقرها في مدينة جوته. قامت الشركة ببناء أكبر طائرة خلال 
الحرب العالمية الأولى
.
```

## الطائرات
زيبيلين-ستاكين آر.6